# Beaumont (Haïti)
Beaumont (Haïtiaans-Creools: Bomon, vroegere naam: New Plymouth) is een stad en gemeente in Haïti met 31.600 inwoners. De plaats ligt 49 km van Jérémie en 52 km van Les Cayes. De gemeente maakt deel uit van het arrondissement Corail in het departement Grand'Anse.
De koffie is belangrijk voor de economie van Beaumont. In de jaren '30 was er een verwerkingsfabriek voor koffie, die was opgezet door monniken. Deze bestaat echter niet meer. Sinds 1996 wordt er elk jaar in juli het Festival van de Koffie (Festi-Café) georganiseerd.

## Indeling
De gemeente bestaat uit de volgende sections communales:
| Nr. | Naam         | Km²   | Inw.2015 |
| --- | ------------ | ----- | -------- |
| 1   | Beaumont     | 87,27 | 19.573   |
| 2   | Chardonnette | 52,47 | 8.690    |
| 3   | Mouline      | 15,60 | 3.317    |